# 马尔蒂尼亚诺 (阿斯科利皮切诺省)
马尔蒂尼亚诺（義大利語：Maltignano），是意大利阿斯科利皮切诺省的一个市镇。总面积8.16平方公里，人口2532人，人口密度310.3人/平方公里（2009年）。ISTAT代码为044027。